# Songül Öden
Songül Öden, född 17 februari 1979 i Diyarbakır, är en turkisk skådespelare. Hon har en av huvudrollerna i TV-serien Gümüs, på arabiska benämnd Nour. År 2011 var hon värd för Kënga Magjike 13 i Albanien tillsammans med Ardit Gjebrea.

## TV-serier
- Ferhunde Hanımlar - (1999)
- Vasiyet (dizi) (2001) - Ruhinaz
- Havada Bulut (2002) - Ayşe
- Gümüş (dizi) (2005-2007) - Gümüş
- Vazgeç Gönlüm (2008) - Ezra
- Mükemmel Çift (2010) - Ayça

## Filmer
- Sınır (2007) - Didem
- Acı Aşk (2009) - Ayşe
- 72. Koğuş (2011) - Meryem